# Profronde van Zevenbergen
De Profronde van Zevenbergen is een wielercriterium in het Noord-Brabantse Zevenbergen (gemeente Moerdijk).

## Historie
Sinds 1952 wordt deze wielerronde vrijwel jaarlijks gehouden. Sinds 2005 is er ook een onderdeel voor profs, waarbij diverse grote namen als Michael Boogerd, Tyler Farrar en Ivan Basso hun opwachting al eens hebben gemaakt.
De Stichting Wielerronde Zevenbergen (SWZ) bestaat sinds 1989. De stichting is ontstaan uit het Wielercomité Zevenbergen, die vanaf begin jaren 50 van de twintigste eeuw jaarlijks de Ronde van Zevenbergen organiseerde. 

## De Ronde van Zevenbergen
De wielerronde werd voor het eerst verreden in 1952. Vanwege allerlei belangen en invloeden werd de organisatie soms heen en weer geslingerd tussen verschillende parkoersen en wedstrijddata. Een enkele keer kon de jaarlijkse ronde om financiële en organisatorische redenen geen doorgang vinden.
Ondanks enkele mindere jaren wist de ronde van Zevenbergen altijd te overleven. Soms kwam de sluimerende ambitie om een profronde te worden aan de oppervlakte, met name in jubileumjaren was dit het geval. Dan werd er ter ere van het jubileum een profwedstrijd georganiseerd, of een etappe-aankomst van de Ronde van Nederland naar Zevenbergen gehaald. De wereldtop van het dameswielrennen stond meer dan eens aan de start in zevenbergen.

## Profronde
De Ronde van Zevenbergen stond vooral bekend als een herkenbare en zware amateurkoers. In 2005 werd de 50e editie verreden en stond er voor het eerst een omnium over drie onderdelen (een tijdrit, een rit in lijn en een puntenkoers) voor professionals op het programma. Er kwamen zes- tot achtduizend mensen op af. Die 50e ronde was aanvankelijk bedoeld als een eenmalige gebeurtenis, maar vanwege het grote succes kon er worden begonnen met de organisatie van de 51e Ronde van Zevenbergen voor profs, waarmee de profronde een feit was. Zo komt de Profronde van Zevenbergen sindsdien jaarlijks op de agenda in het 2e weekend van augustus.

## Winnaars
- 2005 -  Koos Moerenhout
- 2006 -  Servais Knaven
- 2007 -  Michael Boogerd
- 2008 -  Gert Steegmans
- 2009 -  Stef Clement
- 2010 -  Koos Moerenhout
- 2011 -  Tyler Farrar
- 2012 -  Luis León Sánchez
- 2013 -  Lars Boom
- 2014 -  John Degenkolb
- 2015 -  Steven Kruijswijk
- 2016 -  Jasper Stuyven
- 2017 -  Primož Roglič
- 2018 -  Iljo Keisse
- 2019 -  Caleb Ewan